# Квачевский, Александр Андреевич
Александр Андреевич Квачевский (1830—1891) — российский юрист.

## Биография
Родился 22 февраля (6 марта) 1830 года.
В 1852 году окончил юридический факультет Императорского Санкт-Петербургского университета.
Принимал участие в разработке Судебных уставов 1864 года; по введении судебной реформы был назначен прокурором Кашинского окружного суда, затем председателем Острогожского окружного суда (1867—1870); с 1873 года — присяжный поверенный в Полтаве и Киеве.
В числе его опубликованных работ:
- Гражданское уложение и крестьянское право // «Юридический вестник». — 1866. — № 9;
- Об уголовном преследовании, дознании и предварительном исследовании преступлений по судебным уставам 1864 года: Теорет. и практ. руководство (СПб., 1866—1870):
  - Ч. I. Об уголовном преследовании и об иске о вознаграждении за вред и убытки от преступления. — 1866. — [2], VI, VIII, 352 с.
  - Ч. II. О дознании и розыске. — 1867. — [2], II, 371 с.
  - Ч. III. Вып. 1. О предварительном следствии. — 1869. — 645 с. разд. паг.
- Участие прокурорского надзора в предварительном следствии : (Из неизд. соч.) / [А. Квачевский]. — [Санкт-Петербург] : Унив. тип. (Катков и К°), [1868]. — 30 с.
- О вызове и допросе свидетелей в предварительном следствии : (Из неизд. соч.) / [А. Квачевский]. — [Москва] : Унив. тип. (Катков и К°), ценз. 1869. — 34 с.
- Суд присяжных по русским законам. Руководство для присяжных заседателей. — СПб. : тип. Ф. С. Сущинского, 1873. — [2], IV, [2], XIV, 566 с., 1 л. табл.[2];
- Литовский статут как источник местного права для губерний Черниговской и Полтавской // Журнал гражданского и уголовного права. — СПб.. — 1876. — Кн. 4. — С. 222—255.
- О товариществах вообще, по началам права, русским законам и судебной практике. Ч. 1: О товариществах вообще. — Санкт-Петербург : тип. Правит. Сената, 1880. — 186 с.
- Общий устав российских железных дорог 12 июня 1885 года: С объясн. постановлений Устава, по основаниям их и судеб. решениям, с ист. сведениями и разными доп. / Сост. присяж. пов. А.А. Квачевский. — СПб. : тип. А.С. Суворина, 1886. — VIII, 392, II с., 1 л. бланк.
- Положение о поземельном устройстве сельских вечных чиншевиков в губерниях западных и белорусских… — Варшава: Губ. тип., 1887. — 203 с.
- Гражданские законы, изложенные по статьям I части X тома Свода законов издания 1887 года… / Сост. присяж. пов. А. Квачевский. Вып. 1: Предисловие, законы основные и законы гражданские о правах и обязанностях семейственных. — Варшава : Губ. тип., 1889. — [2], L, 188 с., 1 л. ил.

Ему же принадлежат: «Наше гражданское правосудие», под псевдонимом Свой и «Заметки в память 20-летия судебной реформы», под псевдонимом Старый юрист.
Умер 22 января (3 февраля) 1891 года. Похоронен на Смоленском православном кладбище; могила утрачена.